# Giancarlo De Biasi
Giancarlo De Biasi (La Spezia, 24 marzo 1971) è un comico italiano.

## Biografia
Giancarlo De Biasi è cresciuto a Lerici e ha completato la sua formazione artistica presso il Centro di Avviamento all'Espressione di Orazio Costa tra il 1991 e il 1993. Durante questo periodo, sotto la guida di Lucio Chiavarelli, ha acquisito il metodo mimico sviluppato da Costa, che si concentra sull'uso del corpo per rappresentare il mondo circostante. Questo approccio ha influenzato il suo stile nella recitazione e nella comicità, portandolo a sviluppare una particolare attenzione all'elemento fisico e alla mimica. Nel 2002 ha vinto il concorso comico nazionale "Crepapelle", tenutosi a Quartu Sant'Elena, organizzato da Nicola Spiga e ideato da Cesare Gallarini.  
A partire dai primi anni duemila, è apparso in diversi programmi televisivi, tra cui BravoGrazie (2003), Arrivano i Nostri (2004), Big (2010), Metropolis (2012-2013) e Pausa Pranzo (2019, 2021).  
La comicità di Giancarlo De Biasi esplora temi come l'ansia sociale e l'anonimato nella società contemporanea. Nel suo spettacolo Tabù (noto anche come Alla Canna del Gas), scritto insieme a Riccardo Piferi, esplora un mondo di insicurezze, affrontando questioni legate alla crisi economica e alla cultura dell'apparire con un approccio ironico e provocatorio. Nel 2019 ha presentato il suo spettacolo Tabù al Teatro Garbatella di Roma. Lo spettacolo è stato replicato in diverse occasioni, tra cui al parco Shelley di Lerici e allo Zelig il 22 aprile 2023.
Nel 2024, lo spettacolo Tabù (distribuito come Taboo nei mercati di lingua inglese) è stato pubblicato su Amazon Prime Video, rendendolo disponibile nei mercati di Stati Uniti e Regno Unito.   
Nel 2020 ha recitato nel film L'uomo Samargantico di Luca Martinelli annoverato nella selezione ufficiale ai David di Donatello 2021; nel film De Blasi interpreta il "Maestro Sunny", un tuttologo dell'era digitale.

## Filmografia
- L'uomo Samargantico, regia di Luca Martinelli (2020)